# Mékinac
Pour les articles homonymes, voir Mékinac (homonymie).
Mékinac est une municipalité régionale de comté de 5 607 km² située dans la région administrative de la Mauricie, le long de la rivière Saint-Maurice, qui traverse aussi la MRC de part en part, et de la rivière Matawin, un affluent du Saint-Maurice.
Établie en janvier 1982, la MRC de Mékinac se compose de 10 municipalités, Saint-Tite étant son chef-lieu et la ville plus populeuse, et de quatre territoires non organisés, occupant les deux tiers de sa superficie,. La population est de 12 762 personnes en 2021. 

## Géographie
Dix municipalités et quatre territoires non organisés (TNO) composent la MRC de Mékinac. Elle se distingue par une immense forêt parsemée de plus de 2 000 lacs, une agriculture adaptée au milieu, des sites de villégiature très appréciés et des villages pittoresques. La MRC de Mékinac se répartit de part et d'autre de la rivière Saint-Maurice, entre le haut et le centre de la Mauricie. Elle est adjacente aux MRC de Matawinie, Maskinongé, du Centre-du-Québec, Les Chenaux, Portneuf et du Haut-Saint-Maurice. Faisant partie de la région administrative de la Mauricie, elle est couverte par deux circonscriptions électorales provinciales, soit Champlain et Laviolette–Saint-Maurice. Au niveau fédéral, la circonscription couvrant le territoire est celle de Saint-Maurice—Champlain.
Concentrées dans la pointe sud-est du territoire, les terres agricoles correspondent à la limite de l'invasion de la mer de Champlain. On retrouve aussi quelques terres déboisées pour la culture, dans certains hameaux de colonisation dispersés entre les montagnes Laurentienne, sur le bord de la rivière Mékinac, et la portion nord de la rivière Batiscan.
La forêt couvre près de 93 % de la superficie totale de la MRC de Mékinac. Elle a été la raison d'être de la colonisation du territoire et soutient, encore aujourd'hui, 20 % de tous les emplois.
La propriété forestière se partage entre : le gouvernement provincial (terres publiques), le gouvernement fédéral (Parc national de la Mauricie) et environ 587 propriétaires privés, selon une proportion respective de 79 %, 1 % et 20 % de la forêt.
Les contreforts des Laurentides se trouvent dans Saint-Tite. L'arrière-pays laurentidien est aménagé pour la chasse et la pêche; on y retrouve, entre autres, les zecs Tawachiche, du Gros-Brochet et du Chapeau-de-Paille, de même que la réserve faunique du Saint-Maurice.

### Entités territoriales
La MRC est constituée de dix municipalités locales et de quatre territoires non organisés.
| Nom                       | Type                     | Population (2014) | Population (2021) | Différence (%) | Superficie (km2) | Densité (hab./km2) |
| ------------------------- | ------------------------ | ----------------- | ----------------- | -------------- | ---------------- | ------------------ |
| Municipalités locales     |                          |                   |                   |                |                  |                    |
| Grandes-Piles             | Municipalité de village  | 380               | 493               | 29,7           | 114,85           | 4,3                |
| Hérouxville               | Municipalité de paroisse | 1 280             | 1 367             | 6,8            | 52,27            | 26,2               |
| Lac-aux-Sables            | Municipalité de paroisse | 1 368             | 1 380             | 0,9            | 267,17           | 5,2                |
| Notre-Dame-de-Montauban   | Municipalité             | 757               | 815               | 7,7            | 164,24           | 5,0                |
| Saint-Adelphe             | Municipalité de paroisse | 958               | 922               | −3,8           | 137,05           | 6,7                |
| Saint-Roch-de-Mékinac     | Municipalité de paroisse | 433               | 304               | −29,8          | 139,64           | 2,2                |
| Saint-Séverin             | Municipalité de paroisse | 873               | 812               | −7,0           | 61,76            | 13,1               |
| Saint-Tite                | Ville                    | 3 961             | 3 672             | −7,3           | 91,55            | 40,1               |
| Sainte-Thècle             | Municipalité             | 2 529             | 2 415             | −4,5           | 211,77           | 11,4               |
| Trois-Rives               | Municipalité             | 483               | 512               | 6              | 595,48           | 0,9                |
| Territoires non organisés |                          |                   |                   |                |                  |                    |
| Lac-Boulé                 | Lac-Boulé                | -                 | -                 | -              | 22,99            | -                  |
| Lac-Masketsi              | Lac-Masketsi             | -                 | -                 | -              | 204,30           | -                  |
| Lac-Normand               | Lac-Normand              | 5                 | 29                | 82,8           | 2 022,62         | 0,0                |
| Rivière-de-la-Savane      | Rivière-de-la-Savane     | -                 | 41                | -              | 1 077,98         | -                  |
| Total                     | Total                    | 13 027            | 12 762            | - 2,3          | 5 163,67         | 2,5                |

### Routes d'accès
Ces autoroutes et routes numérotées traversent la MRC Mékinac, y compris les routes externes qui commencent ou se terminent à la frontière de la MRC:
- Routes principales
  - route 153
  - route 155
  - route 159
- Routes secondaires
  - route 352
  - route 363
  - route 367

### Hydrologie
La rivière Saint-Maurice, la rivière Batiscan et la rivière Sainte-Anne s'écoulent d’ouest en est sur le territoire de la MRC de Mékinac, le réseau hydrographique comprend :
- 2 964 km de cours d'eau permanents
- 2 863 km de cours d'eau intermittent pour un total de 5827 km.
- Près de 38 % (2 241 km) de ce réseau s'écoule en terres privées où il y a 791 km (35 %) de cours d'eau permanent et 1 450 km intermittents (65 %)[8].

La MRC de Mékinac compte 4 665 lacs pour une superficie totale de 34 272,8 ha (342,7 km2).
- Le nombre de lacs d’un hectare et plus est de 1 869.
- Les lacs de moins d'un hectare correspondent à près de 60 % (2 797 ha) de l'ensemble des étendues d’eau de la MRC.
- Le plus grand est le lac Mékinac mesurant 2 297 ha (23,0 km2). Il est divisé entre la MRC de Mékinac et l'agglomération de La Tuque, où la majeure partie (79,9 %) est dans la MRC de Mékinac.
- La plupart des lacs (53,4 %) de la MRC sont classés comme très petits (1 à 5 ha) selon Bazoge et Blais (2005) ayant une superficie inférieure à 5 ha.
- À l'inverse, il y a seulement trois très grands lacs (625 ha et plus) dans la MRC, les lacs Mékinac, Normand et Salone. Source : MRC de Mékinac Plan régional des milieux humides et hydriques[8]

Trois grands rivières, le Saint-Maurice, la Batiscan et la Sainte-Anne, et leurs tributaires, traversent le territoire

## Toponymie
« Mékinak, (algonquin) étymologie. — Lac, rivière et canton du comté de Champlain.
La rivière Mékinac se jette dans le Saint-Maurice à douze milles en amont des Piles, et à 57 milles des Trois-Rivières.
Quelques-uns l’orthographient Mékinac, mais le bureau géographique du Canada tient pour la terminaison en k.
Ce mot signifie tortue, et d’après M. l'Abbé N. Caron, il fut donné à cause d’une montagne qui avait plus ou moins la forme d’une tortue.
Dans l’idiome des Cris, ce mot comporte aussi la même signification.
Dans son lexique de la langue algonquine, M. l'Abbé Cuoq traduit Micinimakina par « grosse tortue » et fait venir ce mot de mici qui se serait allongé en micini, et de mikinak.

Source : Noms géographiques de la province de Québec et des provinces maritimes empruntés aux langues autochthones (sauvages dans le texte) »
L'algonquin mikinak a pour sens tortue. Les autochtones désignaient souvent des lieux basés sur la dénomination du règne animal. Une fois bien connu, le toponyme permettait de se référer au même lieu dans les conversations. La désignation Mikinak aurait été attribué à une montagne des environs. Il demeure toutefois possible que l'abondance de tortues dans cette portion du territoire explique cette appellation. Le toponyme Mékinac a été attribué à la rivière Mékinac, au Lac Mékinac, au Canton Mékinac, à la localité de Saint-Joseph-de-Mékinac, et à la localité de Saint-Roch-de-Mékinac.

## Démographie
Entre 2006 et 2011, la population de la MRC s'est accrue de 2,0 %. Le territoire comporte 8 237 logements privés, dont 6 096 logements privés occupés par des résidents habituels. L'âge médian de la population est 52,6 ans. Statistique Canada indique qu'en 2011, 88,5 % de la population était âgé de 15 ans et plus, soit 11 430 individus (dont 5700 hommes et 5730 femmes), répartis dans 3 940 ménages privés. Ce recensement indique que 2 070 personnes vivaient seuls. Parmi cette population, 1 880 individus maitrisent à la fois le français et l'anglais, soit 14,6%.
Lors du recensement du Canada de 2021, la population est de 12 762 personnes. 

## Photos

Les grandes rivières
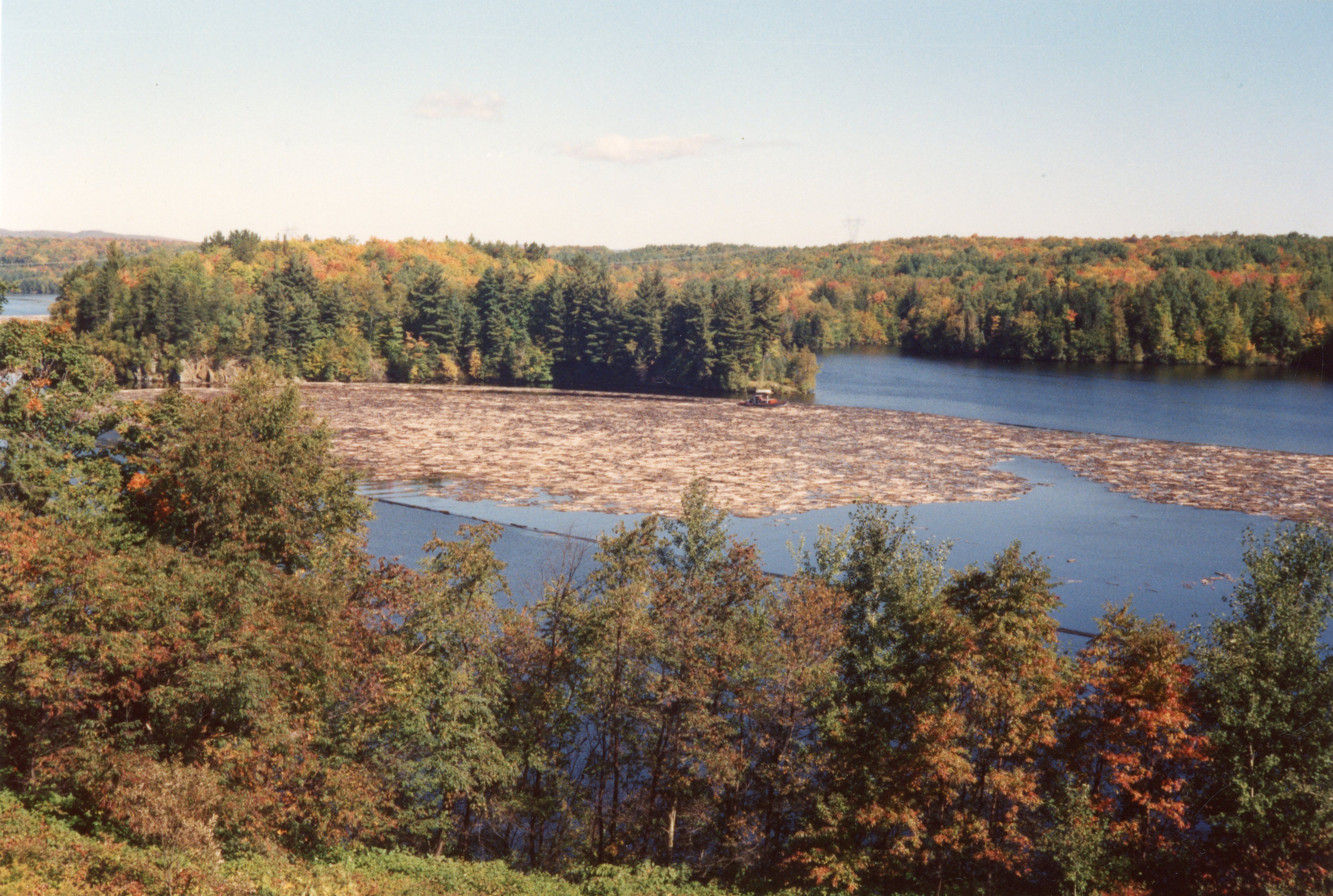
Rivière Saint-Maurice, flottage du bois, (anciennement Saint-Jean-des-Piles) Shawinigan 1994
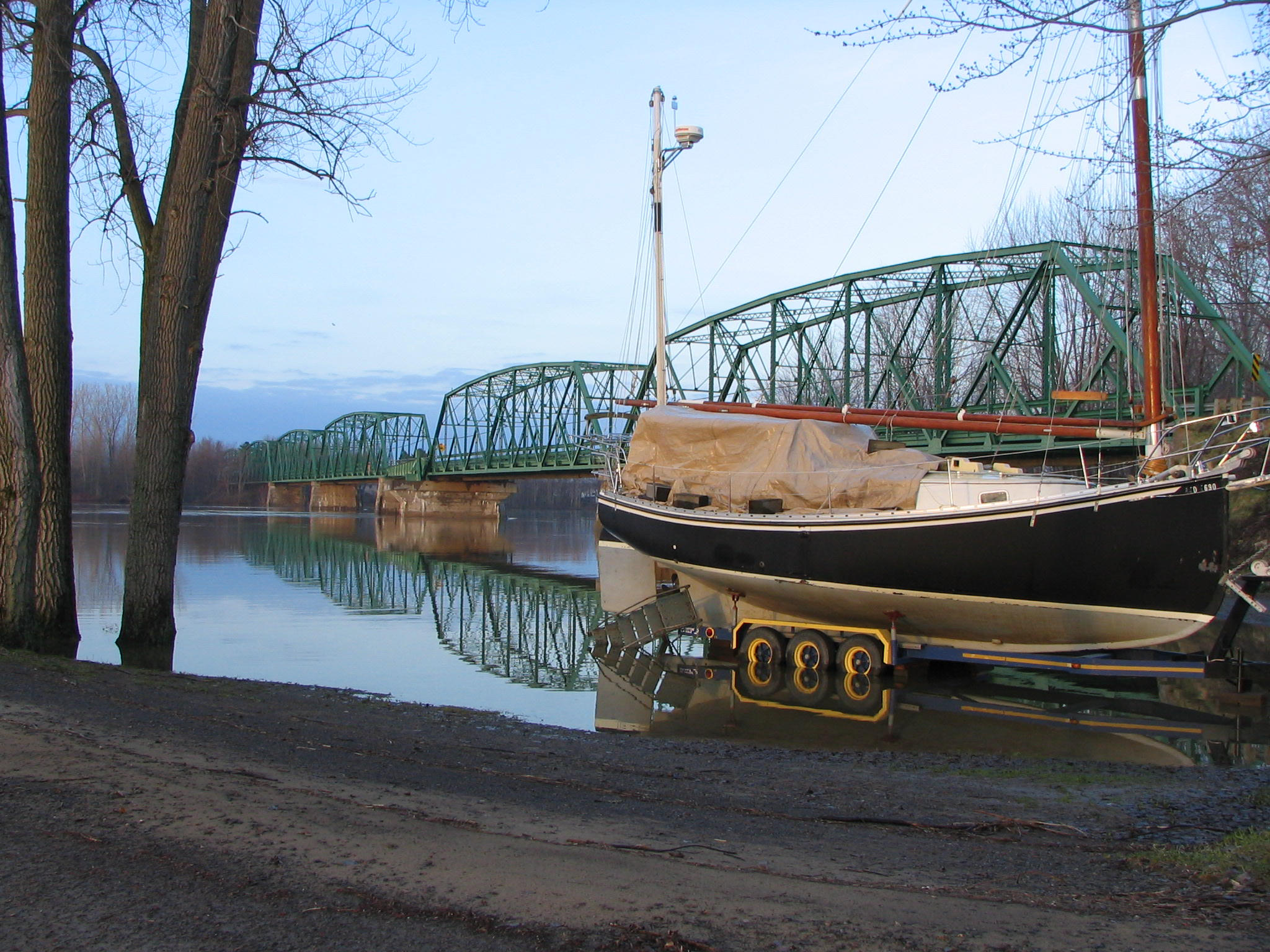
Rivière Batiscan, près de son embouchure, pont  de fer, Chemin du Roy, Batiscan
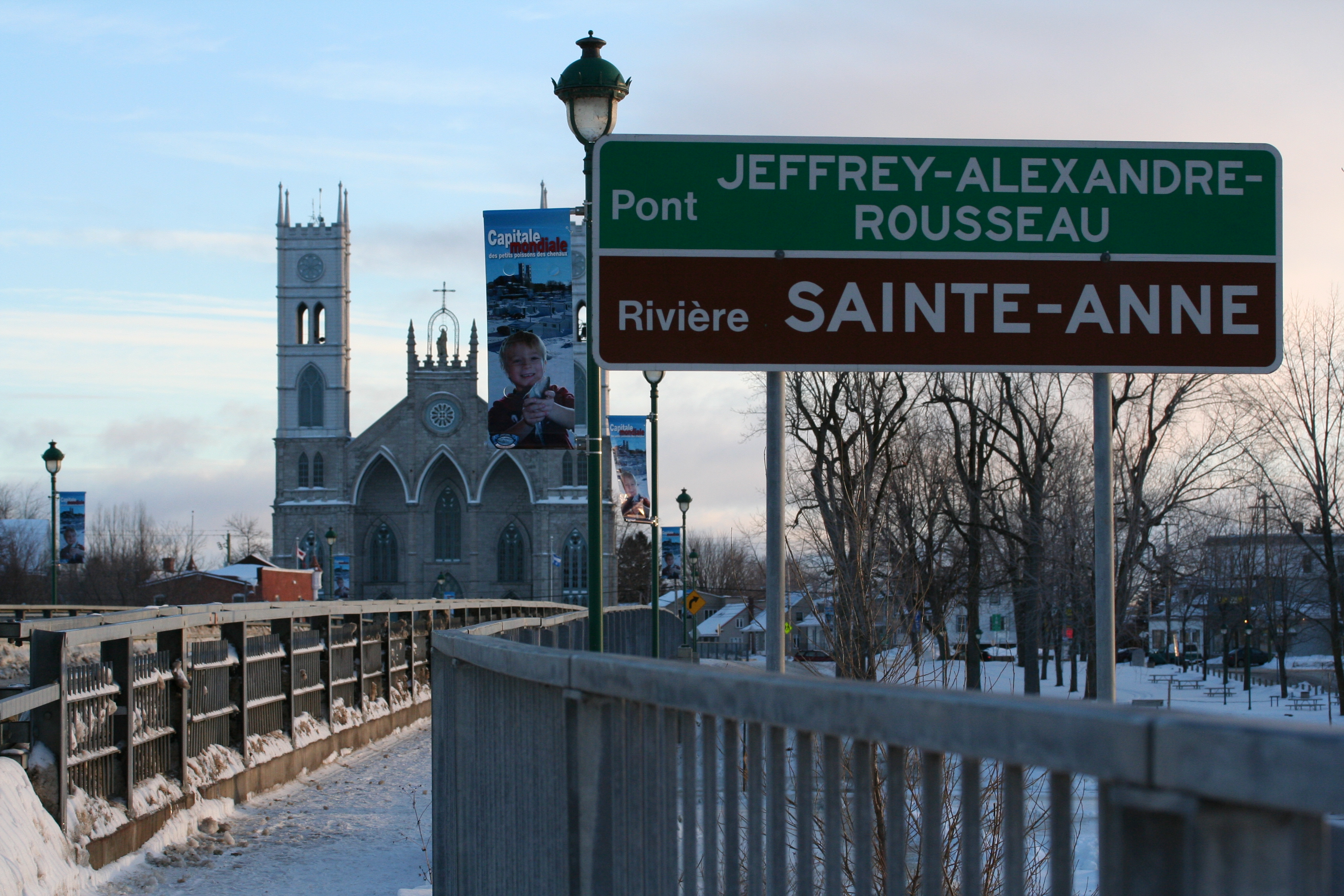
Rivière Sainte-Anne, pont Jeffrey-Alexandre-Rousseau, Chemin du Roy, Sainte-Anne-de-la-Pérade

Cours d'eau permanents tributaires des grandes rivières
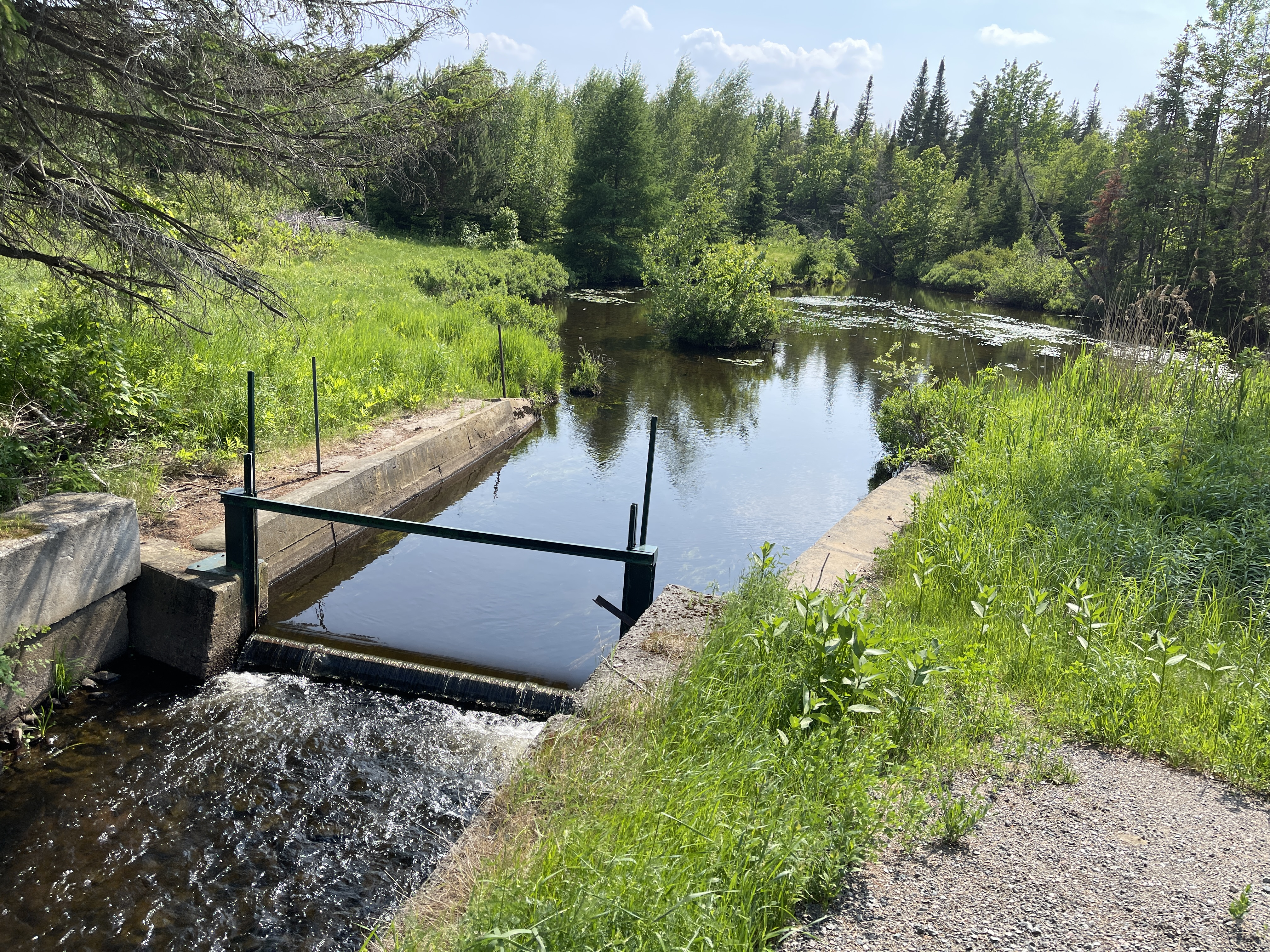
Barrage, rivière à la Tortue, secteur Lac-à-la-Tortue, Shawinigan
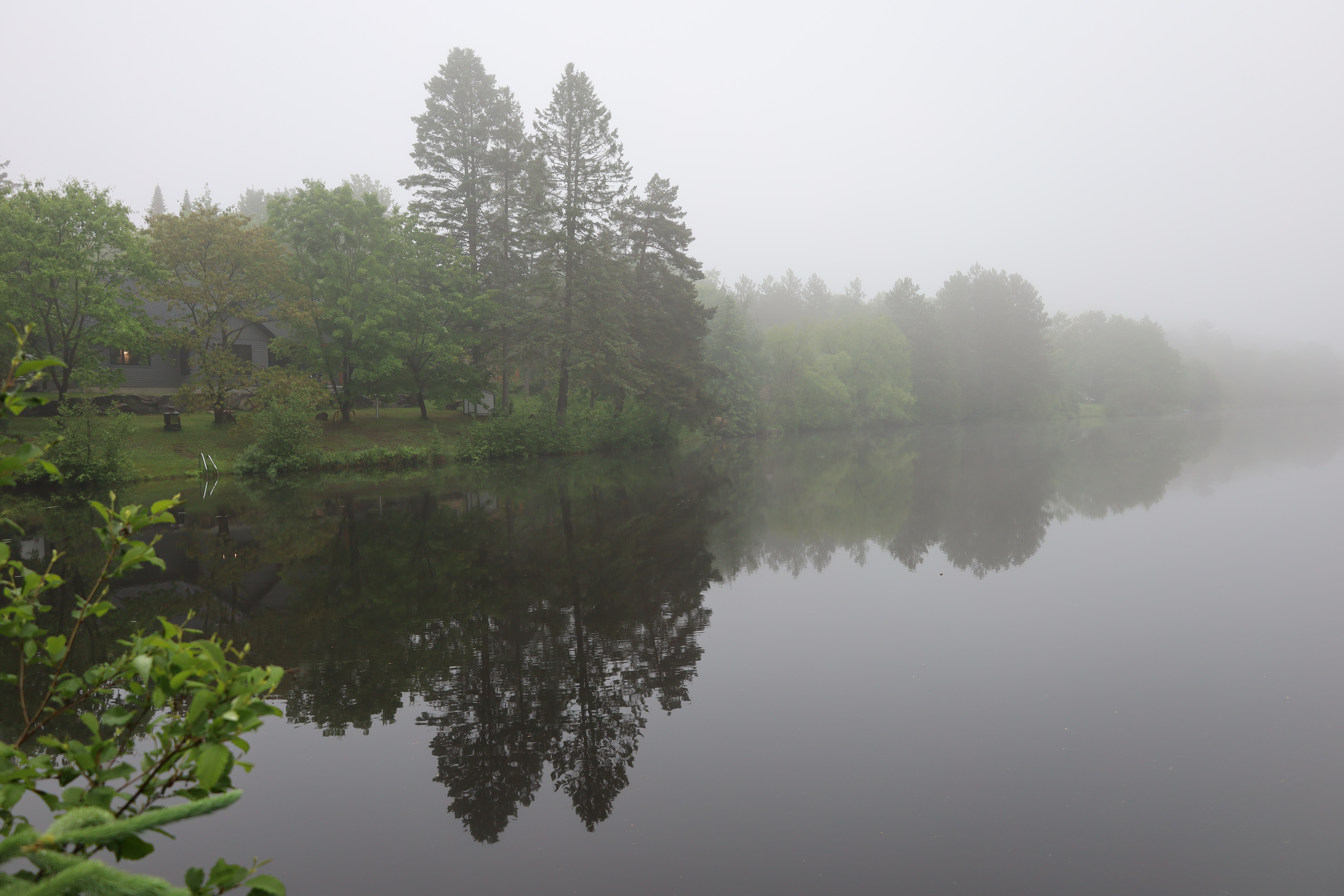
Rivière Mékinac du Sud, chemin du Petit lac du Castor, Hérouxville
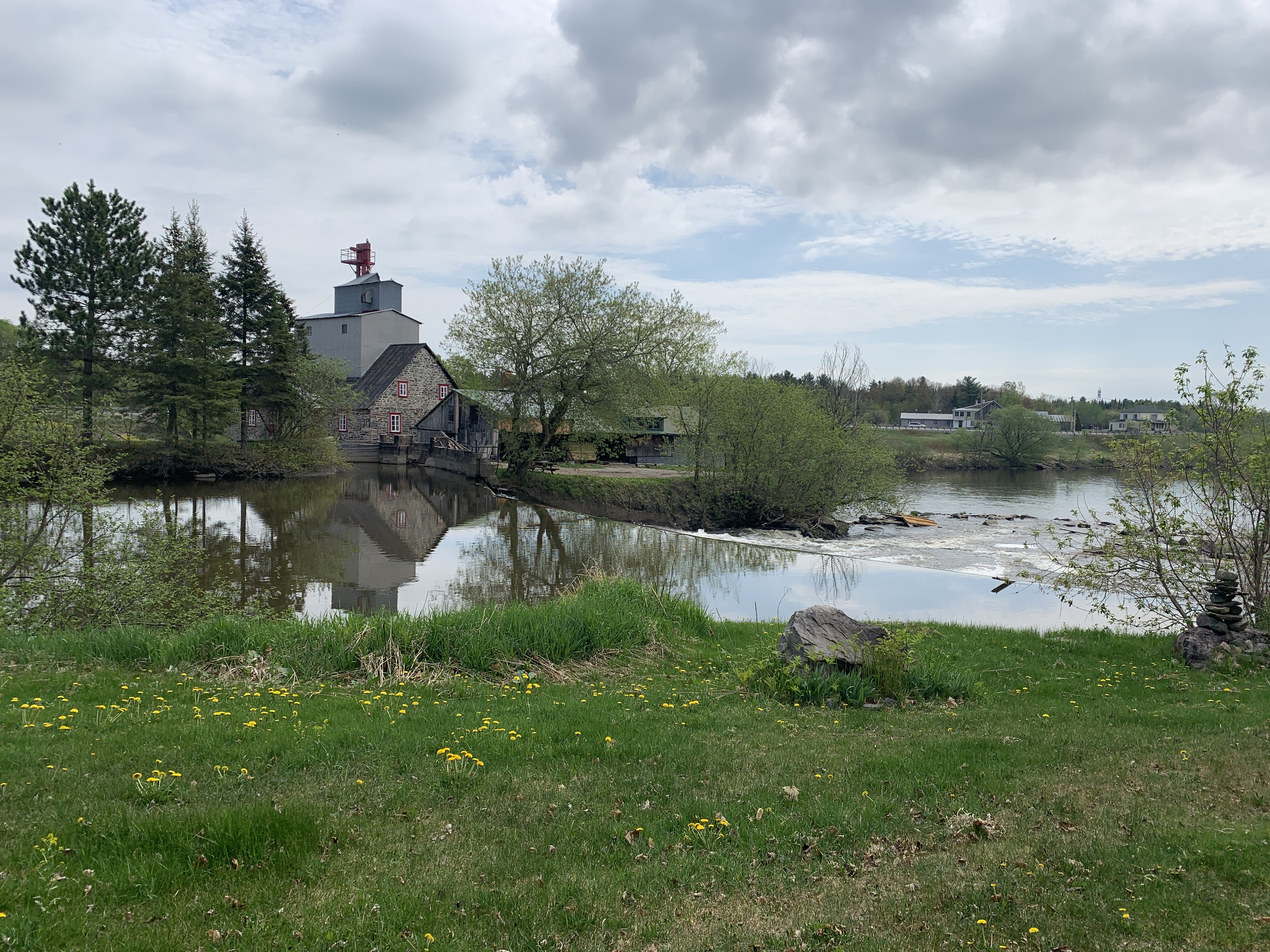
Rivière des Envies, Chutes à  Goulet, Saint-Stanislas
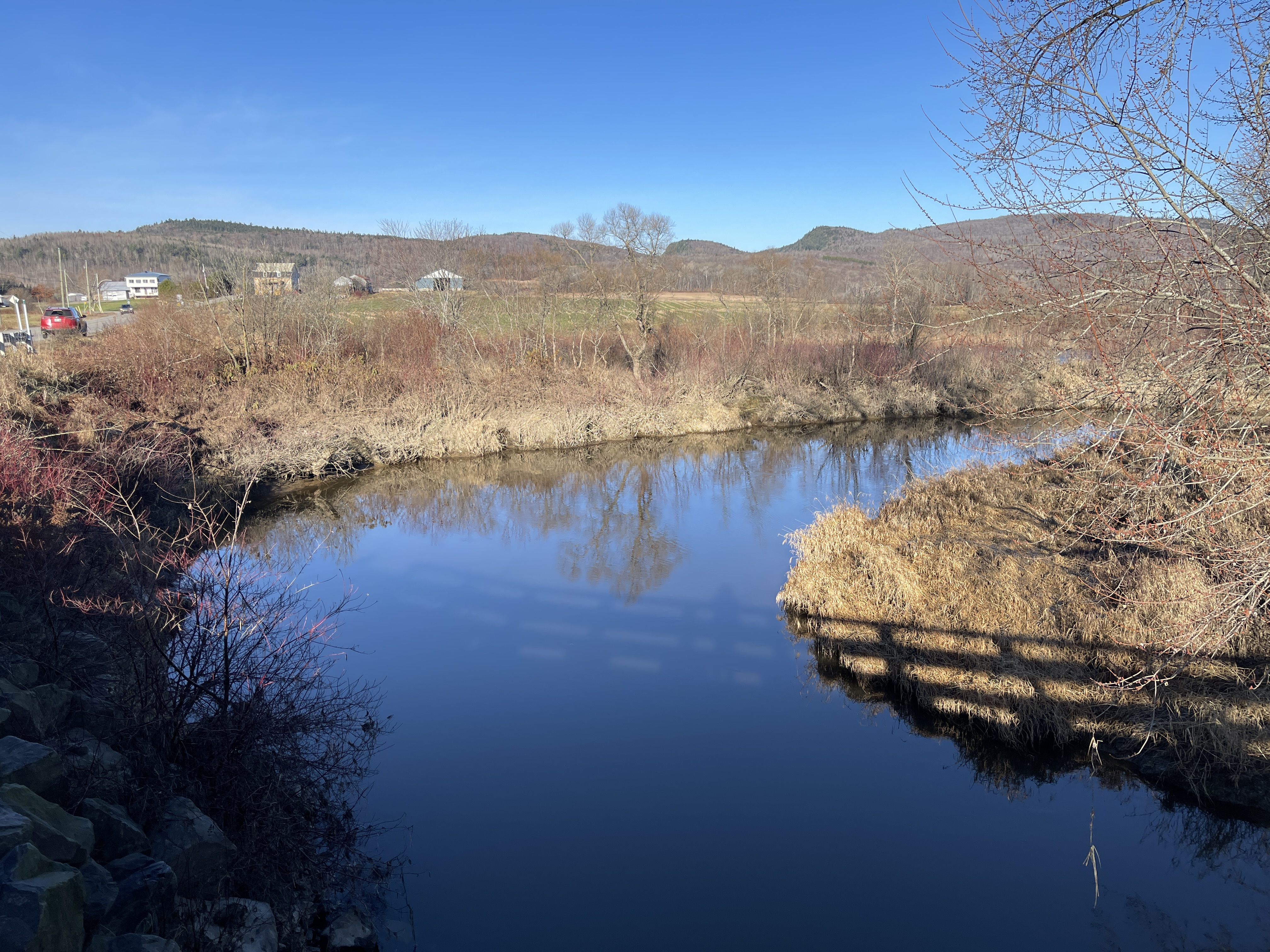
Rivière des Envies, du pont P-03960[13], acier-bois (1918), rang du Haut-du-Lac Nord, Saint-Tite

Flore : plantes communes des berges des cours d'eau
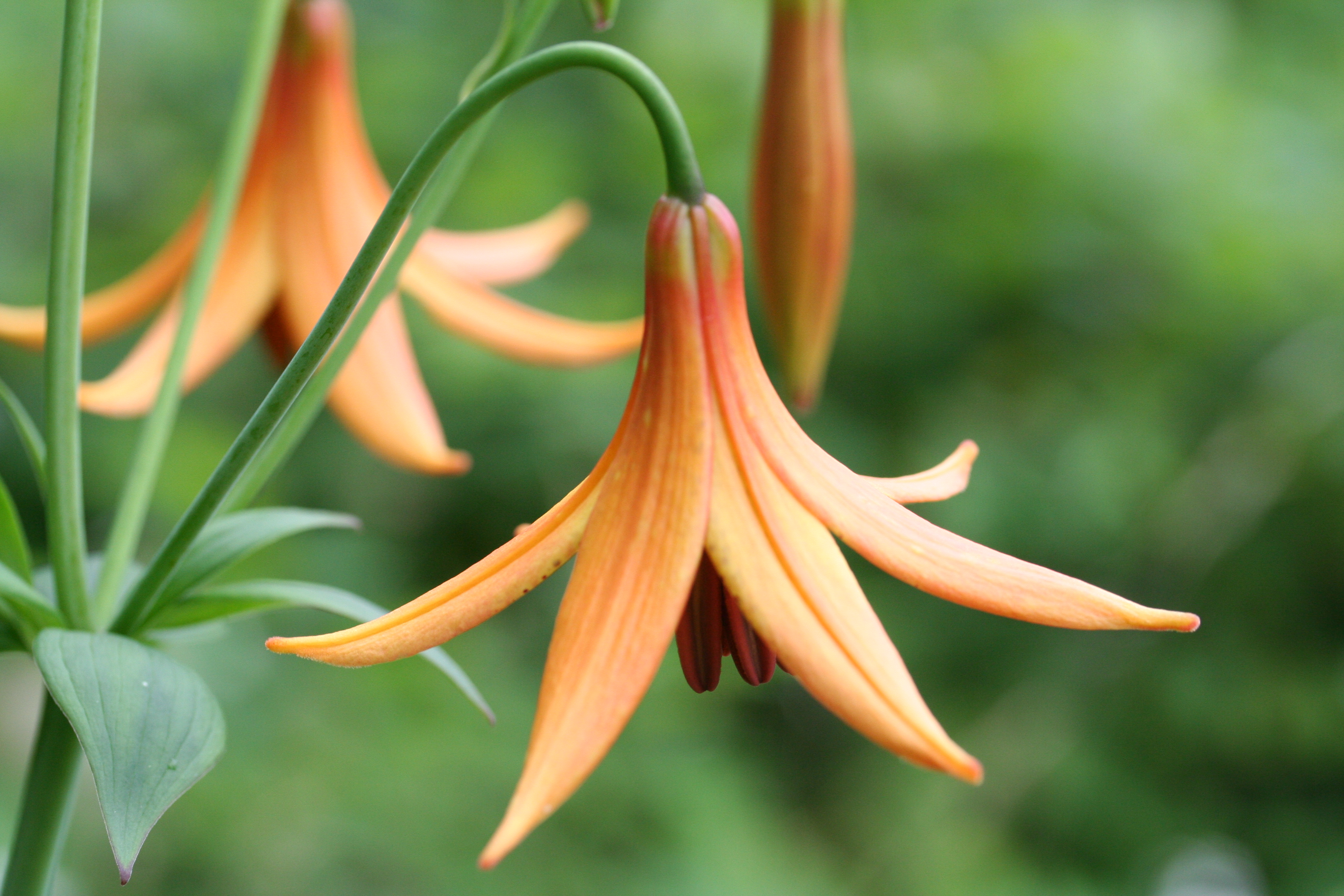
Lilium canadense L. — Lis du Canada
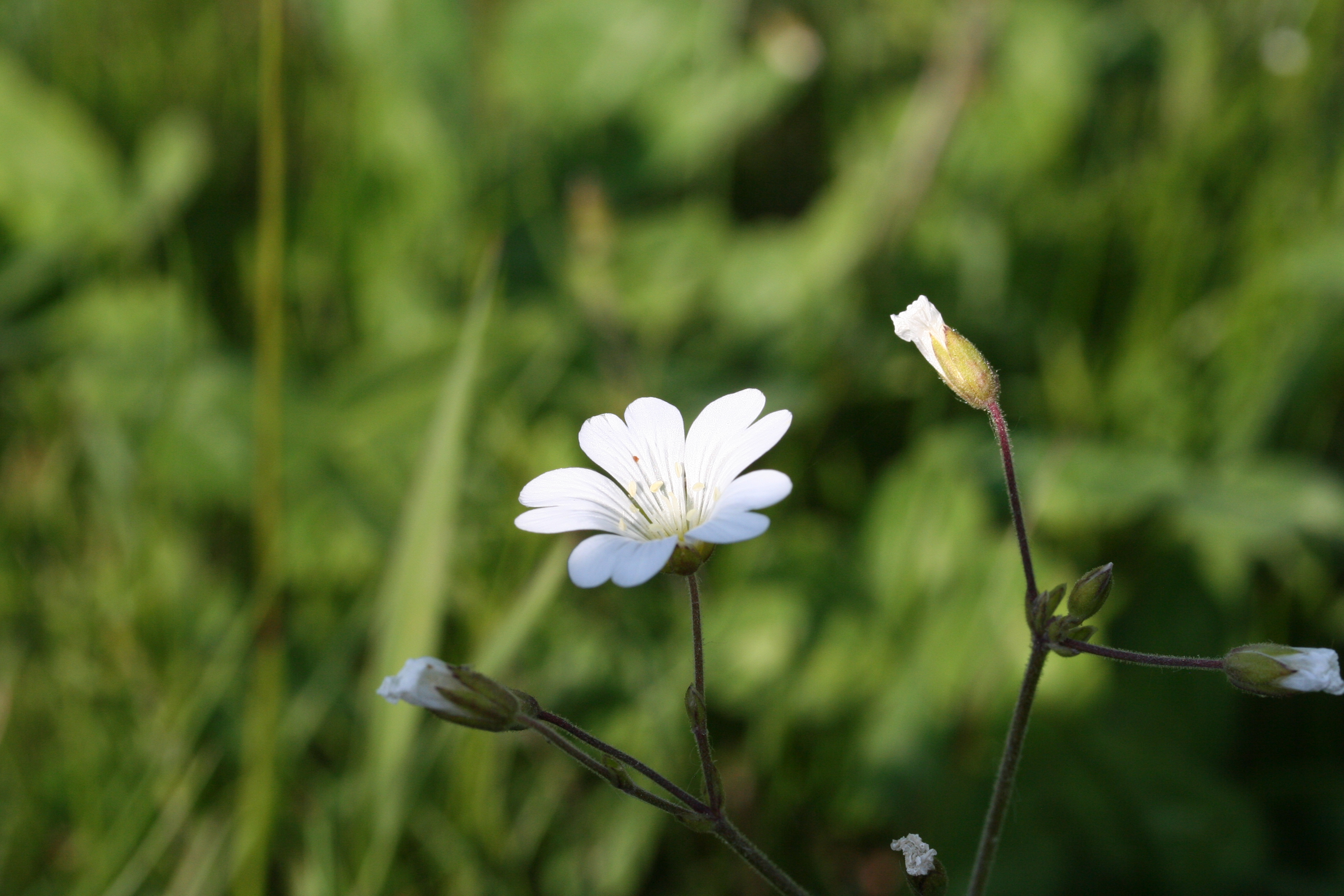
Cerastium arvense L. — Céraiste des champs
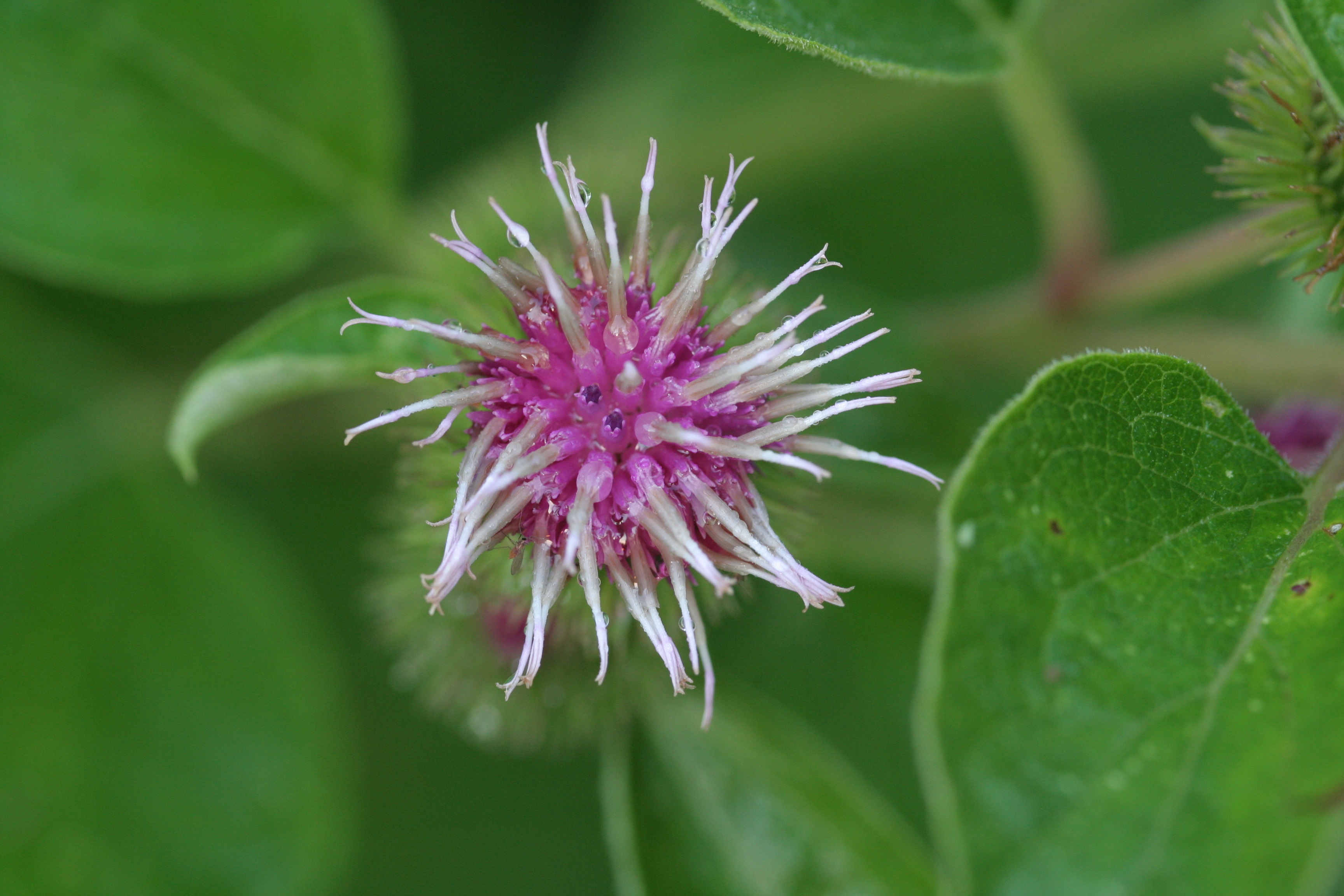
Arctium minus (Hill) Bernhard  — Bardane mineure
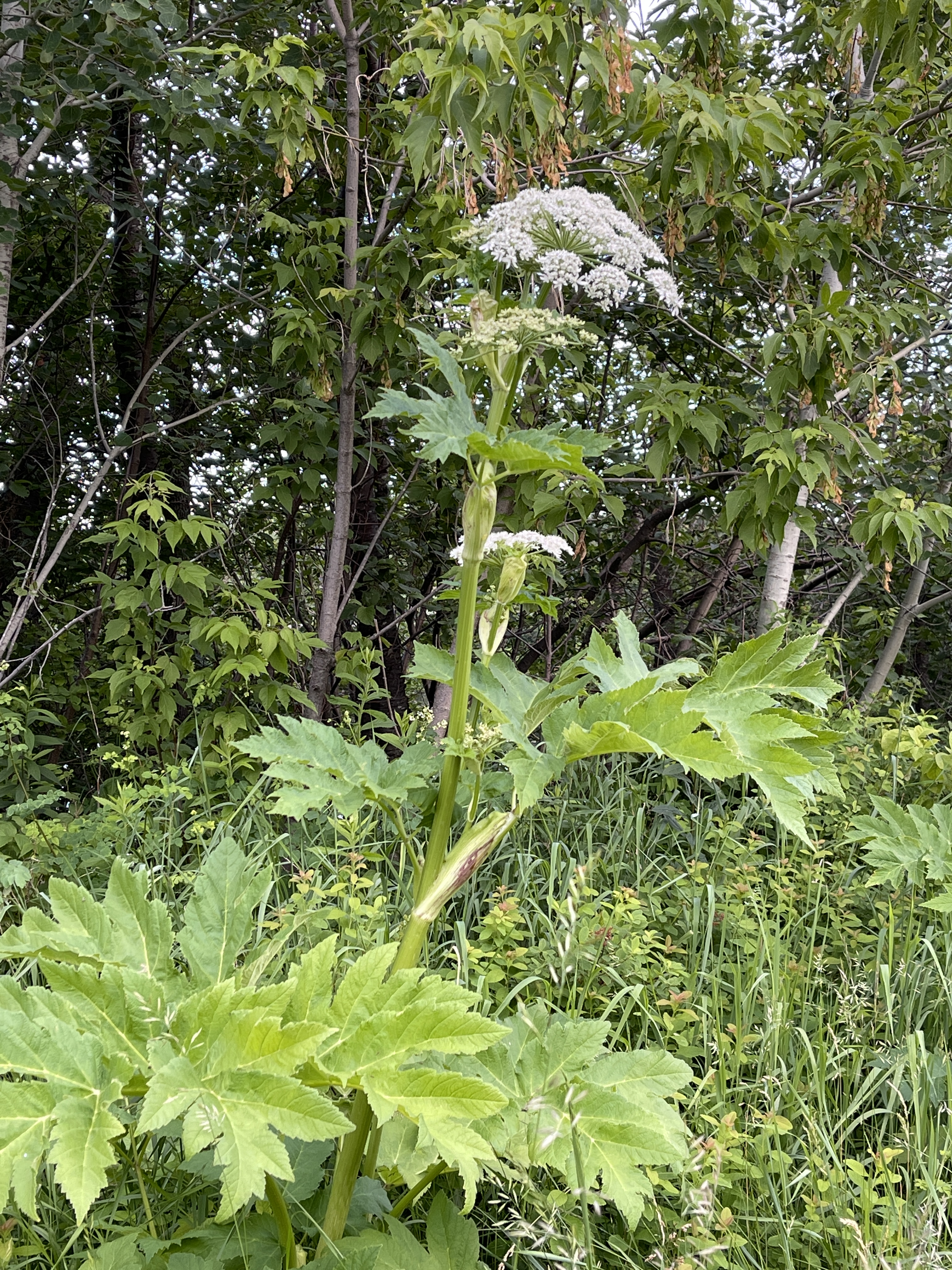
Heracleum maximum Bart. — Berce très grande
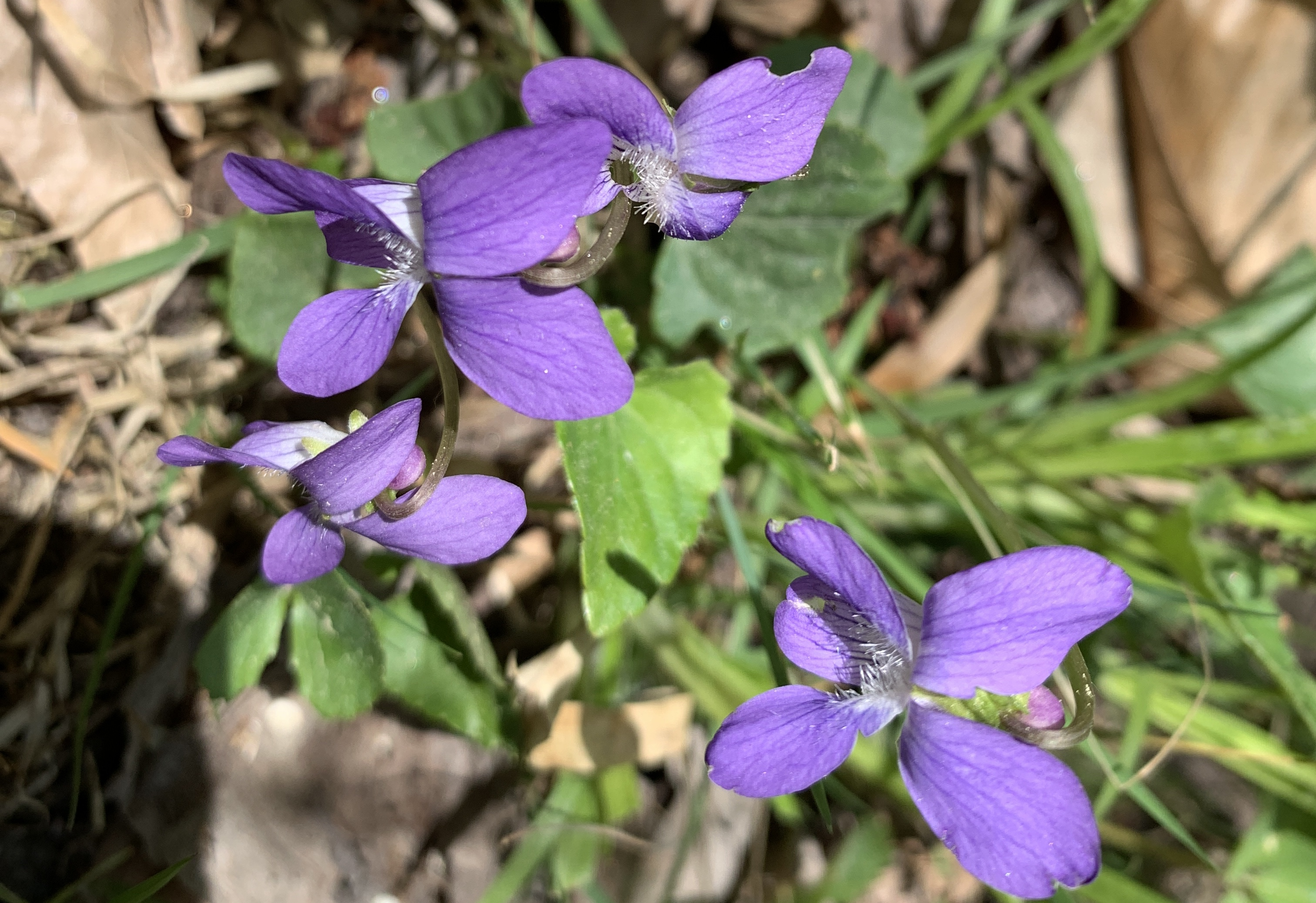
Viola L. — Violette

Quelques municipalités de la MRC
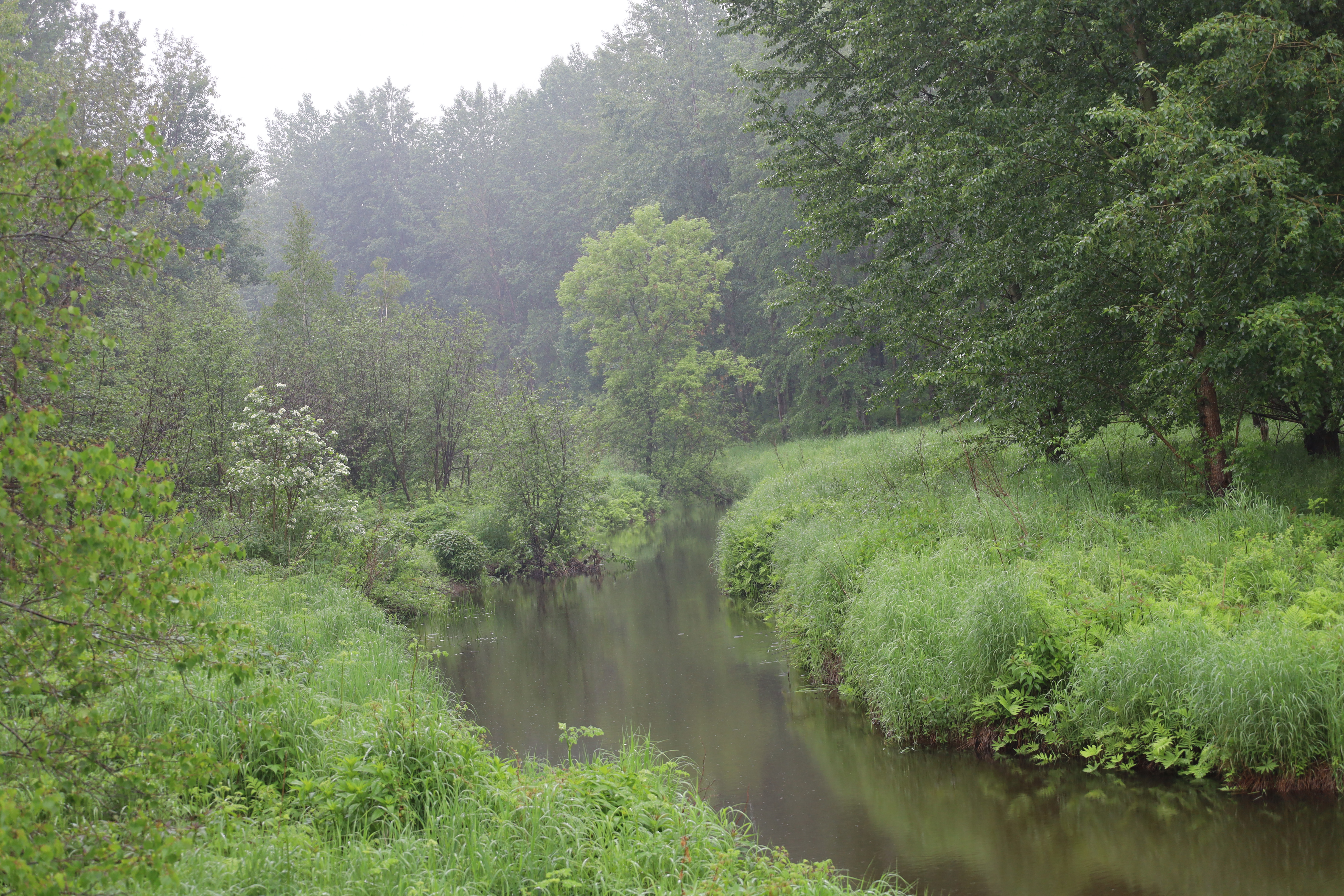
Hérouxville, rivière à la Tortue, rang Saint-Pierre Sud
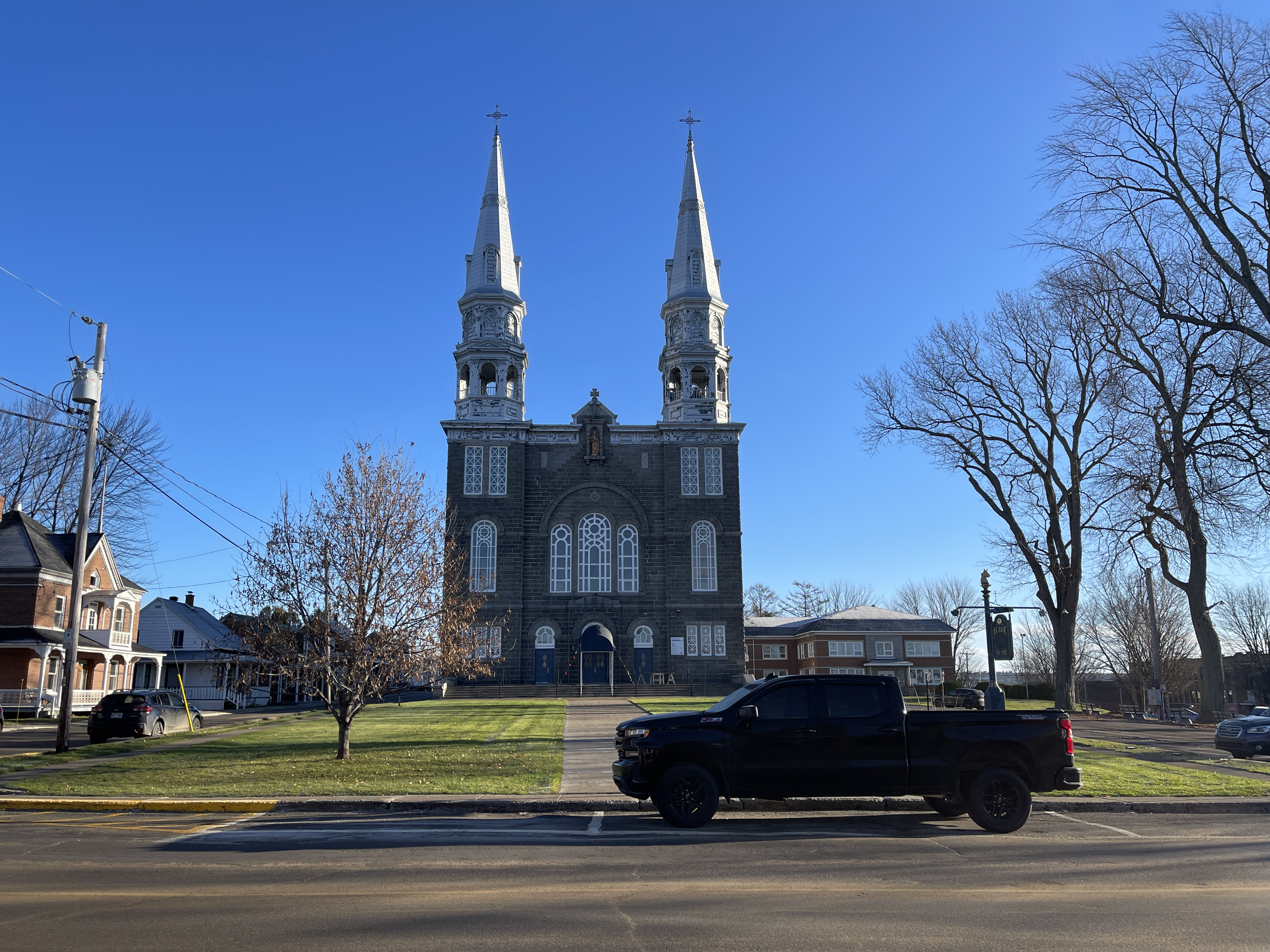
Saint-Tite, église catholique et presbytère, rue Notre-Dame
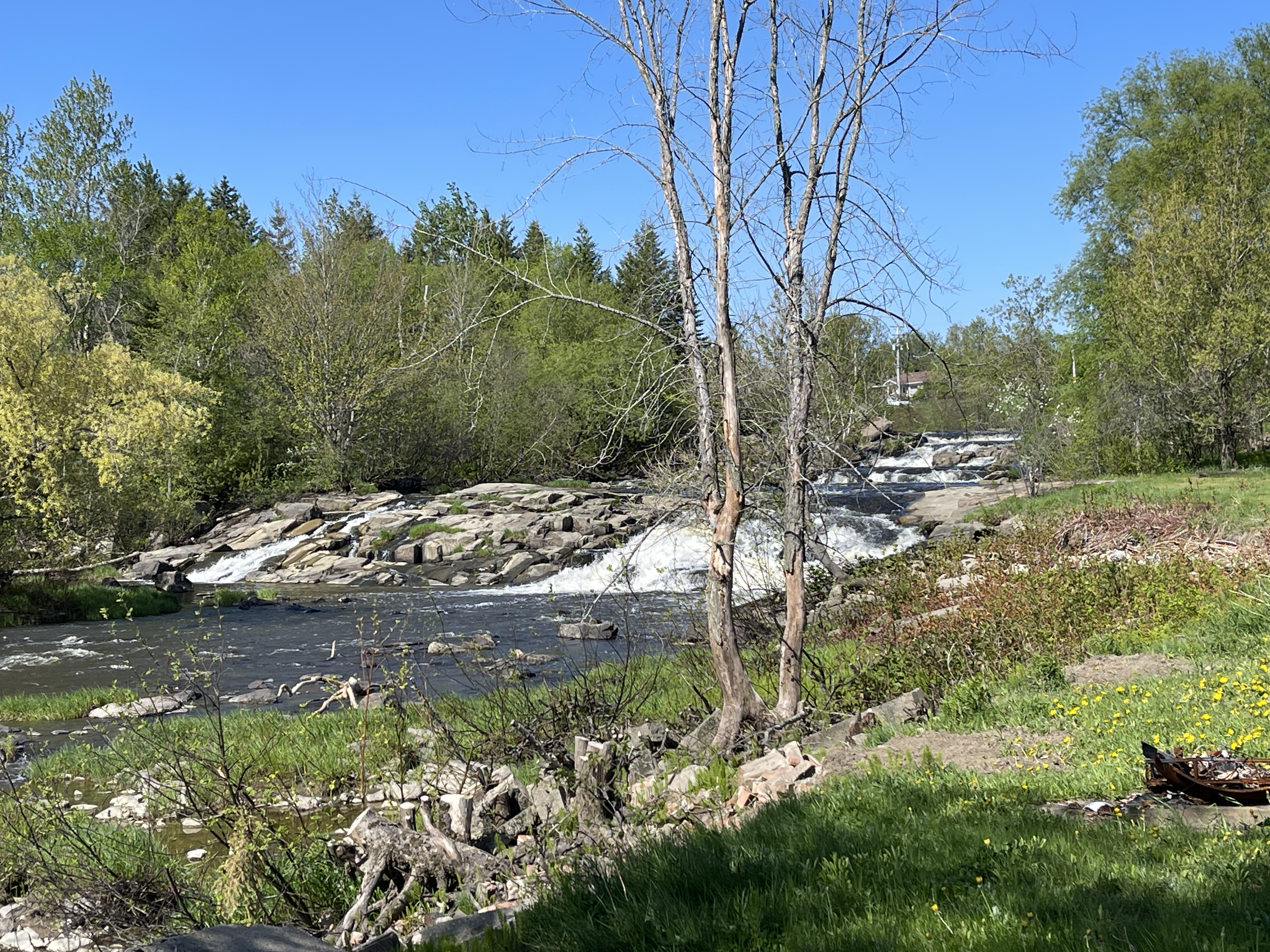
Saint-Séverin, rivière des Envies, chemin des Moulins
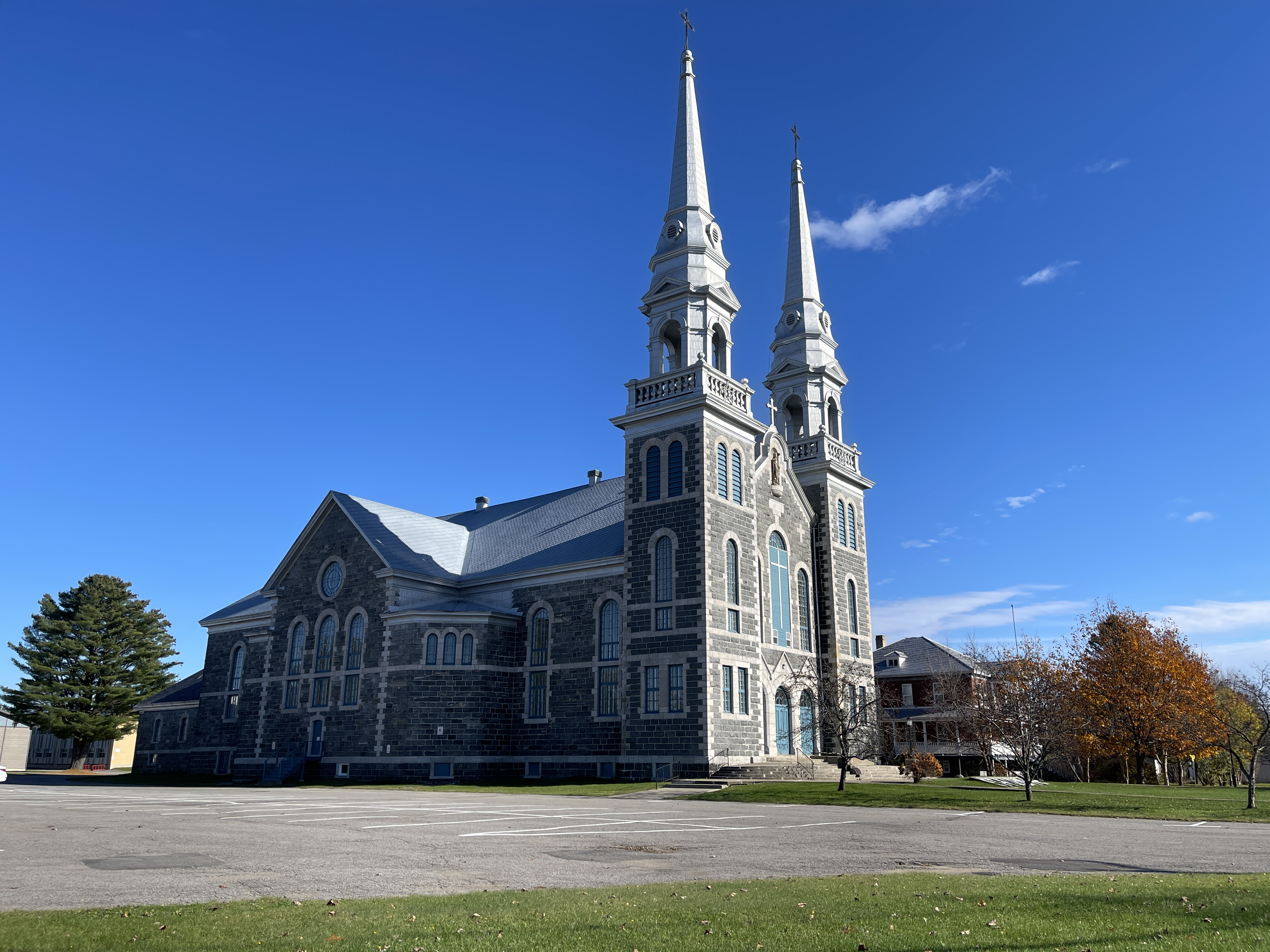
Saint-Adelphe, église catholique, rue Principale